# Verb comodí
Un verb comodí o proverb és un verb que substitueix qualsevol altre verb i que, per tant, en principi no té significat per si mateix, sinó que s'interpreta a partir del context o del verb que substitueix. És el mateix concepte que el pronom aplicat als noms.
En català, el proverb per excel·lència és fer (per exemple: Quan menjava xocolata, ho feia d'amagat, on ho feia equival a menjava xocolata). En els registres col·loquials també pot ser fotre, fúmer (o fumbre) i cardar, els quals poden usar-se en molts contextos en què s'empra fer (fotre o cardar una hòstia a algú 'pegar un cop a algú', fotre o cardar fred 'fer molt de fred', fotre o cardar fora algú 'fer-lo fora', etc., a més d'altres contextos, com estar fotut o cardat 'sentir-se malament').
En espanyol el proverb és hacer, però també pot ser dar i echar (dar una película en la tele [català fer una pel·lícula per la tele], dar risa [català fer riure], dar un abrazo [català fer una abraçada], dar la mano [català encaixar], dar un beso [català fer un petó], echarse novio [català fer-se un amiguet], echar una siesta [català fer un cluclull, fer la migdiada, fer una becaina]).
En anglès és to get (Please get the door pot significa 'obrir la porta', 'tancar la porta', 'portar la porta', etc.).
La importància dels proverbs radica en la seva nul·litat semàntica, que permet que es pugui posar en gairebé tots els contextos. Les construccions verbonominals és el context on és més habitual que apareguin els proverbs (fer por, fer fred, fer calor, fer sol, fer bo, fer ganyotes, fer mal a algú, fer feredat, fer ràbia, fer confiança, etc.). Els proverbs també s'usen com a auxiliar de les perífrasis verbals: Feu per veure el director, Fes moure la taula, etc.